# Travis Padgett
Travis Padgett (ur. 13 grudnia 1986 w Shelby w Karolinie Północnej) – amerykański lekkoatleta, sprinter.
Medalista mistrzostw NCAA. W 2008 reprezentował USA podczas igrzysk olimpijskich w Pekinie. Padgett biegł na drugiej zmianie amerykańskiej sztafety 4 x 100 metrów, która nie ukończyła biegu eliminacyjnego i odpadła z rywalizacji.

## Rekordy życiowe
- bieg na 100 metrów – 9,89 (2008) / 9,85w (2012)
- bieg na 60 metrów (hala) – 6,55 (2010)